# Kaniet-Inseln
Die Kaniet-Inseln (in der deutschen Kolonialzeit auch Anachoreteninseln genannt) bilden die östlichste Inselgruppe im Gebiet der Westlichen Inseln des Bismarck-Archipels im Pazifischen Ozean. Sie liegen etwa 48 km nordöstlich der Hermit-Inseln.

## Geographie
Die Gruppe besteht aus zwei flachen und dicht bewaldeten, von einem gemeinsamen Korallenriff umschlossenen Inseln: Im Nordosten liegt die Hauptinsel Suf, im Südwesten das deutlich kleinere Eiland Tatak.
Nach anderen Quellen besteht die Inselgruppe aus fünf Inseln. Diese Inselanzahl ist jedoch auf aktuellen (Stand:2019) Satellitenbildern nicht mehr erkennbar.

## Politik
Die Inseln wurden 1768 von den französischen Seefahrer Louis Antoine de Bougainville entdeckt.
Administrativ gehören die unbewohnten Inseln heute zur Provinz Manus in Papua-Neuguinea, und darin zur Nigoherm Rural LLG (Local Level Government) Area.
Die Kaniet-Inseln werden mit den etwa 30 km nordwestlich gelegenen Sae-Inseln auch als Inselgebiet der Kaniet (Sae)-Inseln zusammengefasst, obwohl es sich um zwei geographisch getrennte Inselgruppen handelt.